# Parque nacional Congaree
El Parque Nacional Congaree (en inglés Congaree National Park) protege la mayor extensión de bosque primario templado de frondosas y de tierras bajas de tipo caducifolio que queda en los Estados Unidos. Ubicado en Carolina del Sur, el parque nacional de 89 km² recibió esta designación en 2003 como culminación de una campaña de base comenzada en 1969. Los exuberantes árboles que crecen en este bosque de terrenos aluviales están entre los más altos del este de Estados Unidos y forman uno de los más altos doseles boscosos templados caducifolios que quedan en el mundo. El río Congaree fluye a través del parque del que 60,7 km² (el 57 %) son, además, área salvaje nacional.

## Historia del parque
El Sierra Club lanzó en 1969 una campaña popular para salvar esta área de bosque primario de propietarios privados interesados en los relativamente altos precios de la madera. El resultado de esta campaña fue el establecimiento por el Congreso del Monumento Nacional del pantano Congaree el 18 de octubre de 1976. El monumento nacional se convirtió en Reserva de la Biosfera el 30 de junio de 1983 y casi dos tercios del monumento nacional fueron nombrados área salvaje el 24 de octubre de 1988, además de ser designado área importante para las aves (Globally Important Bird Areas) por American Bird Conservancy el 26 de julio de 2001.  El Congreso cambió la designación del lugar de monumento al parque nacional Congaree el 10 de noviembre de 2003 y al mismo tiempo expandió sus límites unos 18,52 km². Aproximadamente 105,3 km² del parque eran de propiedad federal en agosto de 2011.

## Medio ambiente

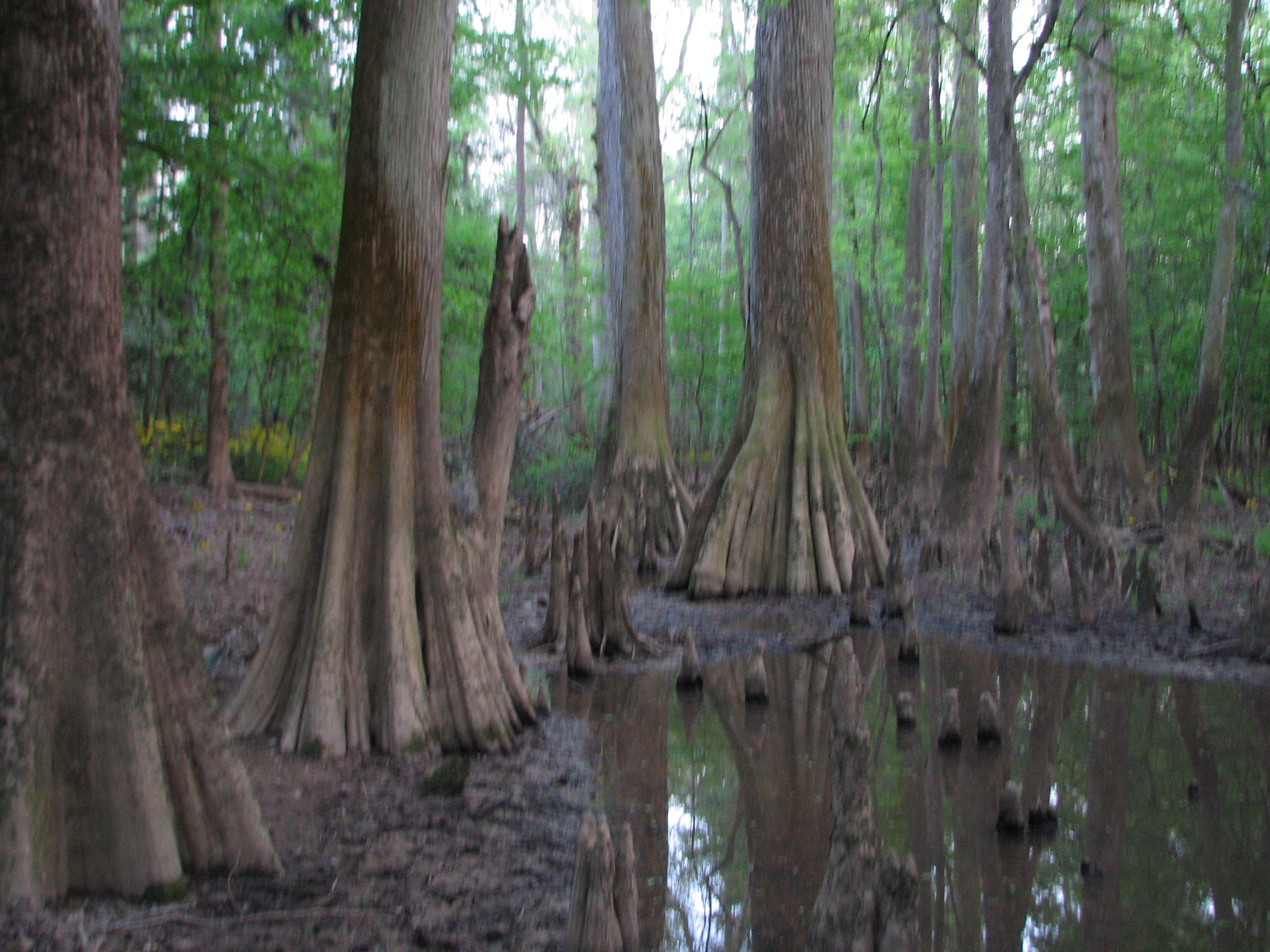
Cipreses de los pantanos.

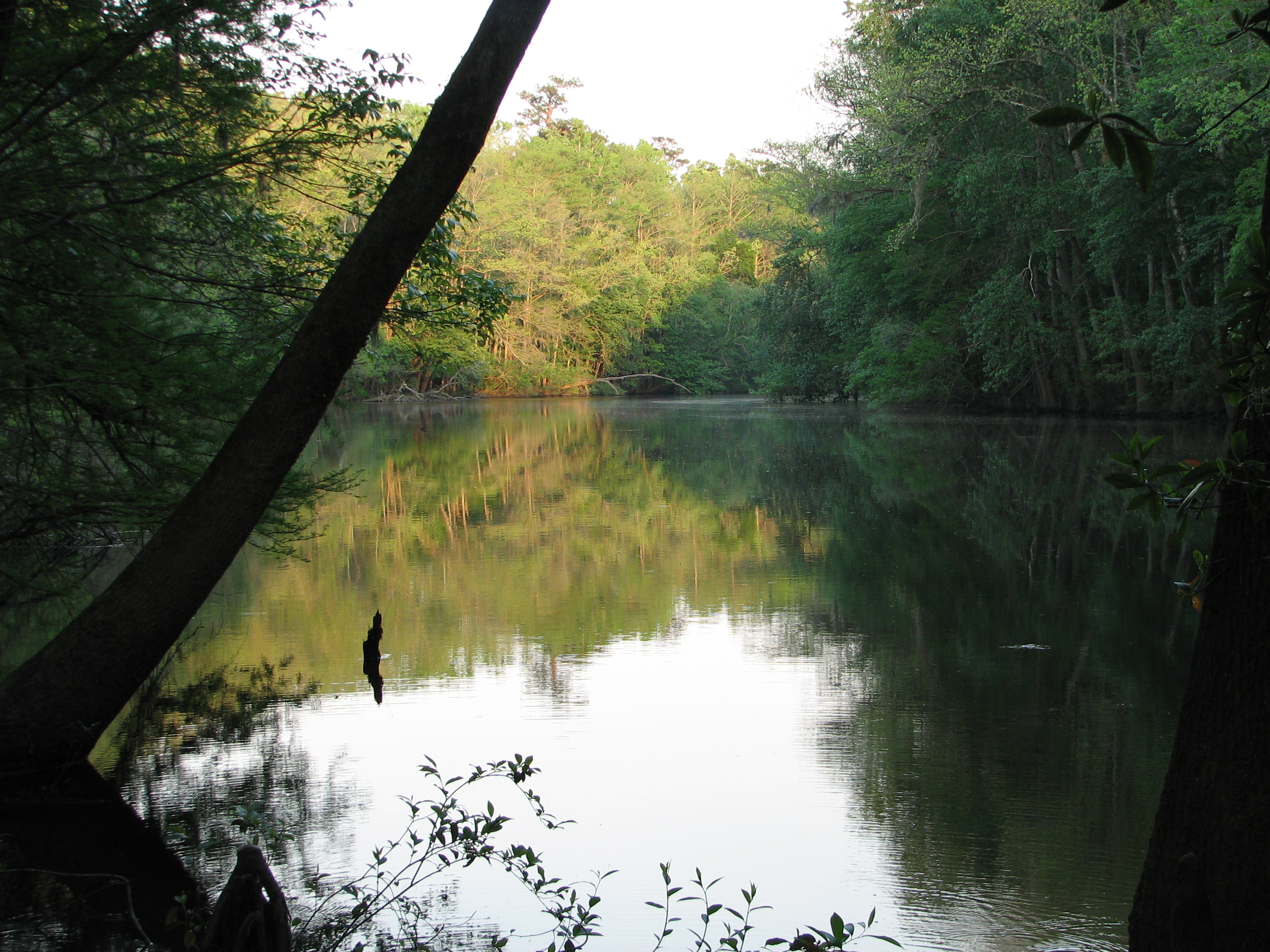
Lago Weston.

El parque protege una parte importante de la ecorregión de Bosque Costero del Atlántico Medio.

## Atractivos y servicios
Además de ser un Área Salvaje designada, una Reserva de la Biosfera, un Área Importante para las Aves a nivel global y un Monumento Natural Nacional, el parque nacional Congaree dispone de lugares de acampada y ofrece senderismo, piragüismo, descenso con kayak y observación de aves. El ciprés de los pantanos es común en el parque. Es posible ver grandes animales en el parque como linces rojos, cérvidos, cerdos salvajes, perros asilvestrados, coyotes, armadillos y pavos. Sus aguas contienen criaturas interesantes como anfibios, tortugas, serpientes, aligatores y muchos tipos de peces que incluyen bowfins, lubinas negras, centrárquidos y peces gato. Es posible acampar en zonas habilitadas o de manera particular con material propio. 
Algunos de los caminos para senderismo incluyen Bluff Trail (1,12 km), Weston Lake Loop Trail (7,4 km) Oakridge Trail (12 km) y King Snake Trail (17,86 km) donde los senderistas pueden observar huellas de ciervos, mapaches, zarigüeyas e incluso linces rojos. Los rangers del Servicio de Parques Nacionales tienen información actualizada sobre el estado de los caminos que puede ser consultada en el centro de visitantes de Harry Hampton. Además de pistas de senderismo el parque dispone de un recorrido señalizado en canoa de 32 km. en el Cedar Creek.
La mayoría de visitantes del parque escogen recorrer el Boardwalk Loop, una pasarela elevada de 3,9 km a través del entorno pantanoso que protege a la sensible vida fúngica y vegetal a nivel del suelo. Se realizan recorridos gratuitos en canoa por el pantano cada sábado y domingo. El Congaree presume de tener los pinos taeda más altos (51,4 m) y gruesos (42 metros cúbicos) vivos hoy en día.
El Centro de Visitantes Harry Hampton ofrece presentaciones sobre la historia natural del parque y los esfuerzos por proteger el pantano.

## Documentales

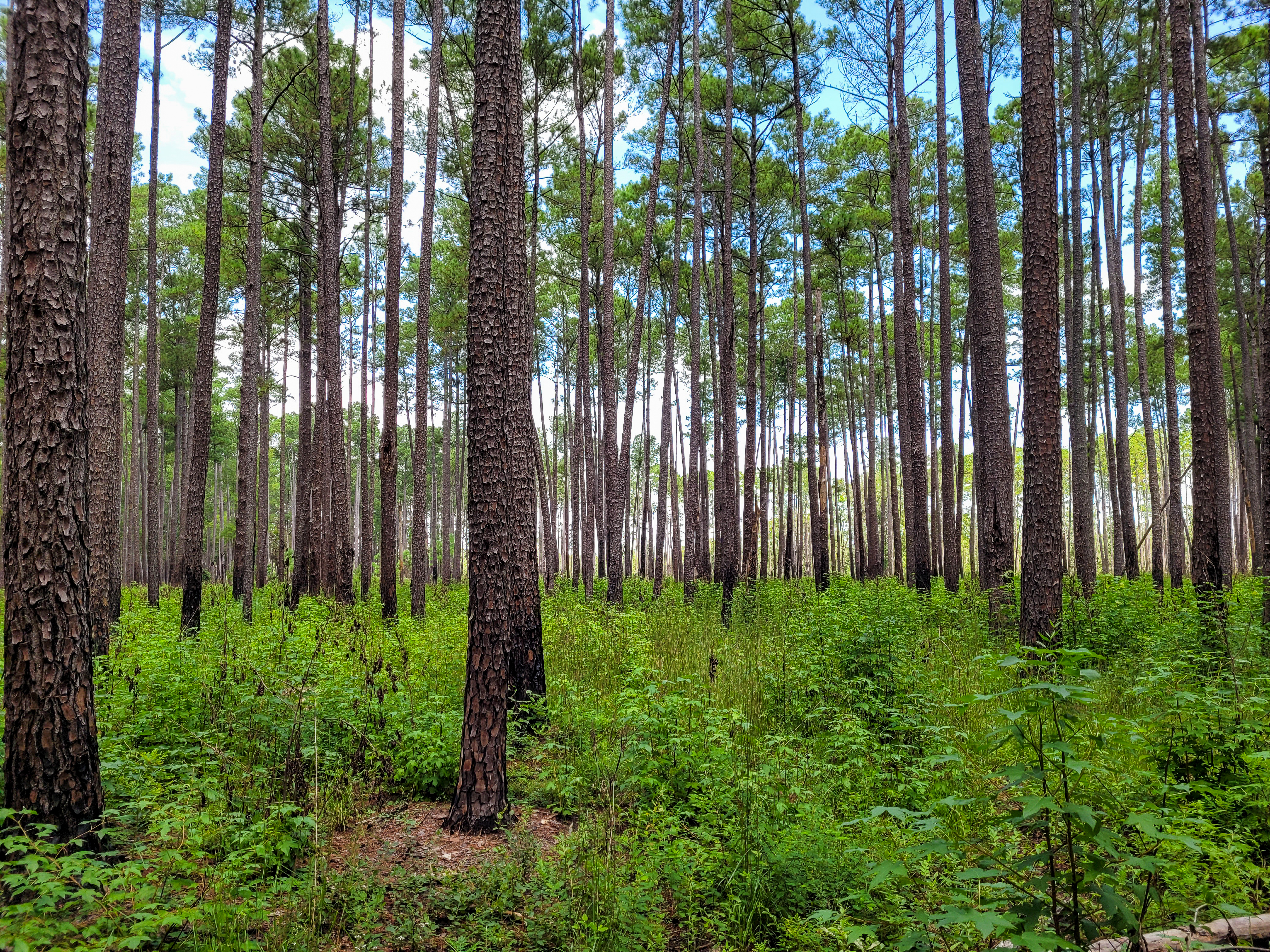
Congaree bosque de 2021

El canal South Carolina Educational Television (SCETV) comenzó a rodar en 2008 un documental sobre la historia del parque nacional Congaree titulado Roots in the River: The Story of Congaree National Park (Raíces en el río: La historia del parque nacional Congaree). La historia cuenta con entrevistas con personas implicadas en el movimiento que al final llevó al área a su estatus de Monumento Nacional de EE. UU. y tiene muy en cuenta el papel que juega el parque en la cercana comunidad del área del condado de Lower Richland en Carolina del Sur. El programa fue retransmitido en la cadena SCETV en septiembre de 2009.